# 마누엘 드 블라스
마누엘 드 블라스(Manuel de Blas, 1941년 4월 12일~)는 스페인의 배우, 연극 배우이다.
바다호스에서 태어났다.

## 영화
- 그레이 앤 블랙(2015년)
- 고야의 유령(2006년)
- 피에드라스(2002년)
- 칼라스 포에버(2002년) - 에스테반 고메즈 역
- 라스트 데스페라도(2000년)
- 보르도의 고야(1999년)
- 여인들(1995년)
- 에스트라다의 미망인(1991년)
- 어두운 밤(1989년)
- 슬러그의 저주(1988년) - 이턴 역
- 약속의 살라망카(1987년)
- 복수의 총탄(1987년)
- 스토리 오브 O 2 - 르네의 사생활 2(1984년)
- 전쟁과 십자가(1977년)
- 더 고스트 갤리온(1974년)
- 총잡이와 소림 고수(1974년)
- 파리의 야화(1973년)
- 랠리 코스트 쟁탈전(1973년)
- 혹성 우모루 206호(1970년)